# Riedmühle (Seinsheim)
Riedmühle ist ein Wohnplatz des Marktes Seinsheim im Landkreis Kitzingen (Unterfranken, Bayern). Sie liegt in der Gemarkung Tiefenstockheim.

## Geografische Lage
Die Einöde liegt auf freier Flur am Neuwiesenbach, einem linken Zufluss des Breitbachs. Ein Anliegerweg führt unmittelbar nördlich zur Kreisstraße KT 5, die nach Tiefenstockheim (0,8 km nordwestlich) bzw. nach Markt Herrnsheim zur Staatsstraße 2419 verläuft (1,9 km östlich). Ein Wirtschaftsweg führt zur Herrnsheimer Mühle (0,3 km südöstlich).

## Geschichte
Riedmühle gehörte ursprünglich zur Realgemeinde Tiefenstockheim und unterstand wie diese dem würzburgischen Amt Willanzheim, das das Hoch- und Niedergericht ausübte.
Mit dem Gemeindeedikt (frühes 19. Jahrhundert) wurde Riedmühle dem Steuerdistrikt Willanzheim und der Ruralgemeinde Tiefenstockheim zugewiesen. Im Zuge der Gebietsreform in Bayern wurde Riedmühle am 1. Mai 1978 nach Seinsheim eingemeindet.

### Einwohnerentwicklung
| Jahr      | 001818 | 001836 | 001840 | 001861 | 001871 | 001885 |
| Einwohner | 6      | 5      | 5      | *      | 7      | 9      |
| Häuser    | 1      | 1      |        |        |        | 1      |
| Quelle    | [ 4 ]  | [ 8 ]  | [ 9 ]  | [ 10 ] | [ 11 ] | [ 12 ] |

## Religion
Riedmühle ist römisch-katholisch geprägt und bis heute nach St. Peter und Paul (Tiefenstockheim) gepfarrt.